# Brienomyrus niger
Brienomyrus niger és una espècie de peix africà del gènere Brienomyrus en la família Mormyridae que pertany al grup dels denominats «lluços del riu Nil». Està present en diverses conques hidrogràfiques d'Àfrica, entre elles alguns afluents distribuïts al centre, nord i oest del continent.
És nativa de Benín, Burkina Faso, Camerun, República Centreafricana, el Txad, Costa d'Ivori, Etiòpia, Gàmbia, Ghana, Guinea, Guinea-Bisáu, Mali, Níger, Nigèria, Senegal, el Sudan i Togo.
Pot aconseguir una grandària aproximada de 13,0 cm. Posseeix electroreceptors per tot el cap, la regió dorsal i la ventral del cos, però són absent en el costat i en el peduncle caudal, on es troba l'òrgan elèctric. També són sensibles a les freqüències de so.

## Estat de conservació
Respecte a l'estat de conservació es pot indicar que d'acord amb la UICN aquesta espècie es pot catalogar en la categoria de «risc mínim (LC o LR/lc)». Aquesta espècie té una àmplia distribució, i no té amenaces conegudes.

## Refències
1. 1 2  Bigorne, R.. «Mormyridae». A: C. Lévêque, D. Paugy y G.G. Teugels. Faune des poissons d'eaux saumâtres d'Afrique de l'Ouest. tome 1. (en francès).  París: Faune Trop. 28. Musée Royal de l'Afrique Centrale, Tervuren, and ORSTOM, 1990, p. 122-184.
2. ↑  Llista Vermella de la UICN
3. ↑  Günther, A. C. L. G.. Catalogue of the fishes in the British Museum. Catalogue of the Physostomi, containing the families Salmonidae, Percopsidae, Galaxidae, Mormyridae, Gymnarchidae, Esocidae, Umbridae, Scombresocidae, Cyprinodontidae, in the collection of the British Museum. Volume 6 (en anglès), 1866, p. i-xv + 1-368.